# 神山鳳陽
神山鳳陽（ごうやま ほうよう、文政8年（1824年） - 明治22年（1889年））は、明治時代に活躍した書家・漢詩人である。
名は述、字を為徳・古翁、号は鳳陽のほかに、三野々史・三野老人・至明。通称四郎。美濃の人。

## 略伝
美濃に生まれ京都に移り、私塾を開き文人墨客と盛んに交流した。経学に詳しく詩・書に巧みだった。明治2年（1869年）、西園寺公望が開いた私塾立命館に招かれ、江馬天江、谷口藹山、広瀬青邨、松本古堂、富岡鉄斎らとともに講師となった。その後、鳩居堂の熊谷直孝の肝いりで創立された上京第二十七番組小学校の教官となっている。
『明治三十八家絶句』（明治4年）・『皇朝百家絶句』（明治18年）にその詩が収録されている。また古法帖展観会には「曹全碑」・「集王聖教序」を出品している。

## 著書
- 『鳳陽遺稿』
- 『鳳陽遺印譜二巻』